# Церковь Святых Павла и Петра (Шалва)
Церковь Святых Павла и Петра (арм. Պողոս-Պետրոս — Погос-Петрос) — армянская церковь в селе Шалва Лачинского района Азербайджана.
С 1992 по 2020 год территорию, на которой находится церковь, контролировала непризнанной Нагорно-Карабахская Республика.

## История
Расположена в исторической провинции Армении Сюник[страница не указана 540 дней], в 53 километрах к северу от райцентра Лачин, в бывшем армянском селении Шалва, жители которого покинули село в XVIII веке во время русско-персидских войн. Обосновавшиеся на их месте курды использовали церковь в хозяйственных целях. Церковь построена в XVII веке в период армянского Кашатагского меликства.

## Архитектура
Церковь построена из  необработанного камня на известковом растворе. Строение представляет собой сводчатую базилику с апсидой и двумя притворами в восточной ее части. Церковь имеет один вход с запада и четыре окна - три с востока и одно с запада. На северной стене молельного зала есть ниша для купели. Внешние размеры сооружения составляют 13,50х 8,45 метра. В стены вставлены многочисленные хачкары и надгробия, на них сохранилось три надписи XVII века (1611, 1629, 1651 годов).